# Teleskopy Kecka
Teleskopy Kecka – dwa wielkie teleskopy amerykańskie (Keck I i Keck II) pracujące w zakresie światła widzialnego i podczerwieni z tzw. optyką aktywną. Znajdują się w obserwatorium na Mauna Kea na Hawajach na wysokości 4145 m n.p.m. Są oddalone od siebie o 85 metrów. Każdy posiada zwierciadło o średnicy 10 metrów złożone z 36 ściśle przylegających sześciokątnych segmentów o grubości 8 cm. Teleskopy połączone razem tworzą interferometr Kecka, będący jednym z największych na świecie.

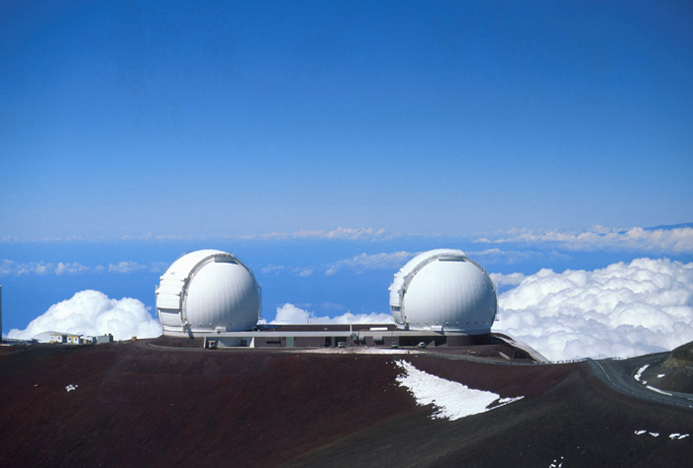
Bliźniacze teleskopy Kecka. Mauna Kea jest uważana za jedno z najważniejszych na świecie miejsc prowadzenia obserwacji astronomicznych